# Teotihuacán (kommun)
Teotihuacán är en kommun i Mexiko. Den ligger i delstaten Mexiko, i den centrala delen av landet, cirka 40 kilometer nordost om huvudstaden Mexico City. Huvudorten i kommunen är Teotihuacán de Arista. Kommunen ingår i Mexico Citys storstadsområde och hade 53 010 invånare vid folkmätningen 2010, varav drygt 51 000 bodde i kommunhuvudorten. Arean för kommunen är 83,16 kvadratkilometer.
Kommunen är givetvis mest känd för det arkeologiska området Teotihuacán och dess pyramider. Området tar emot miljoner turister årligen, och över 200 000 bara dagarna runt vårdagjämningen.

## Galleri

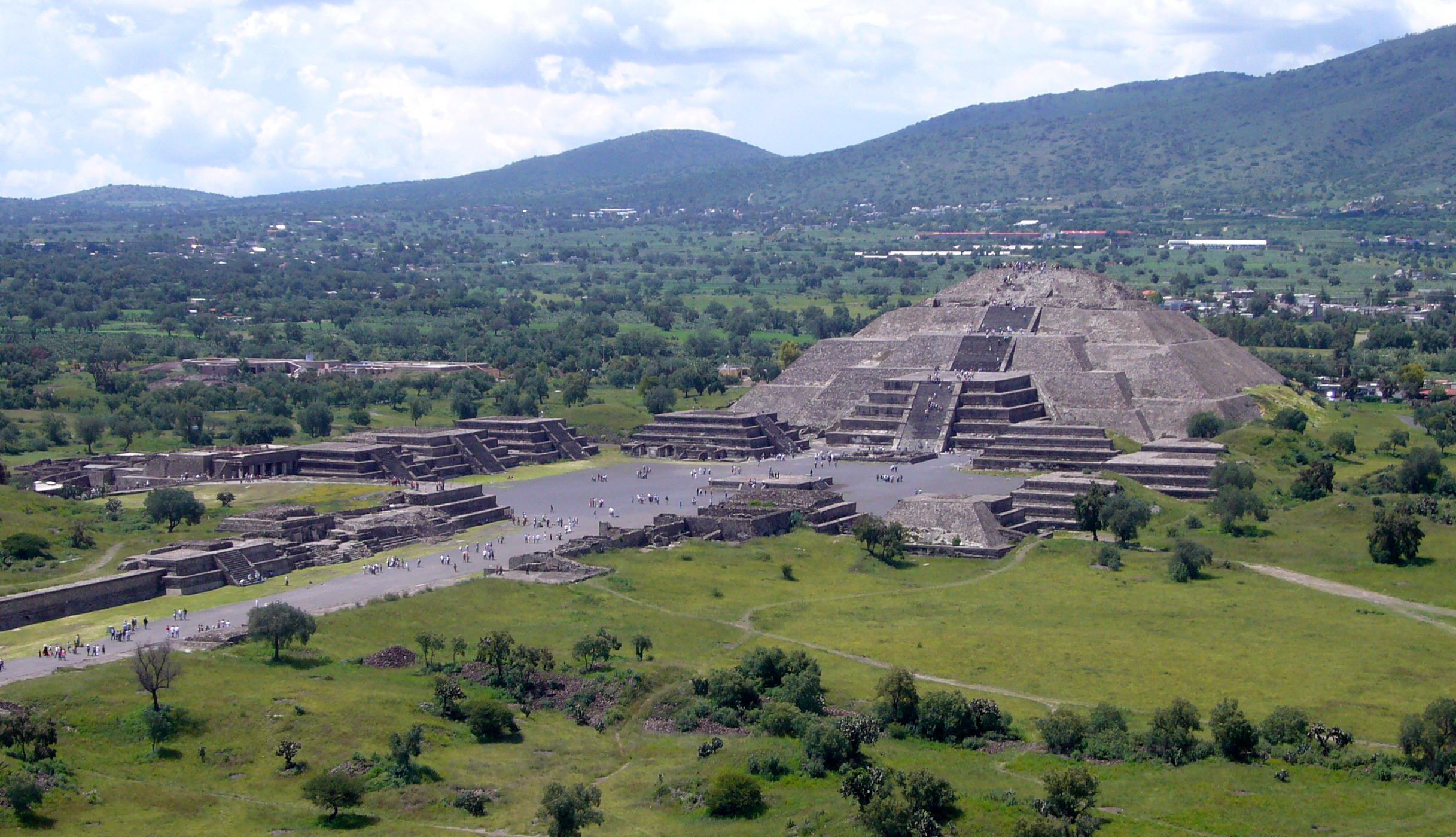
Pirámide de la Luna, Månpyramiden.
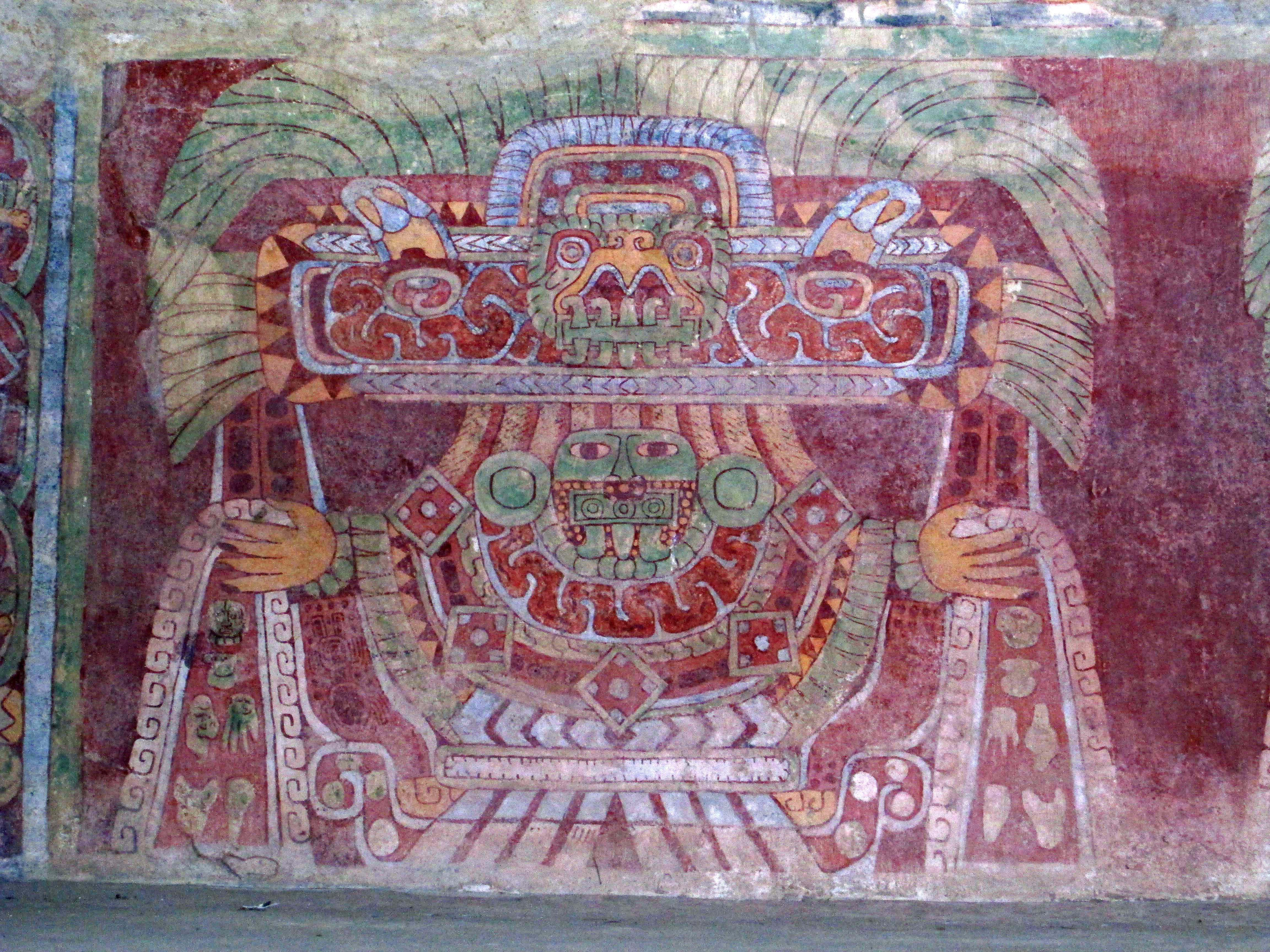
Mural från Tetitla, föreställande Teotihuacángudinnan.
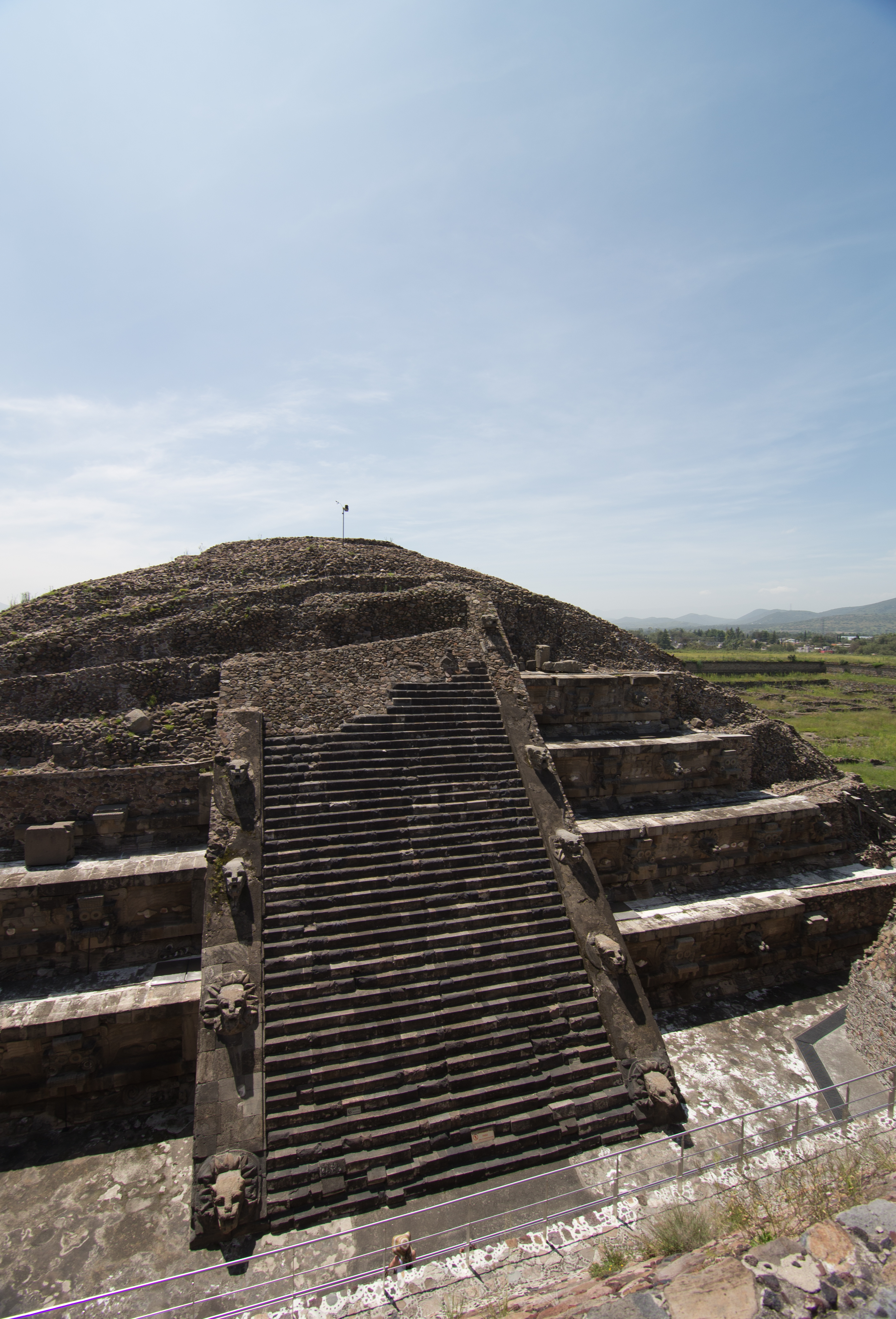
Palatset La Ciudadela.
Panoramabild från det arkeologiska området Teotihuacán.
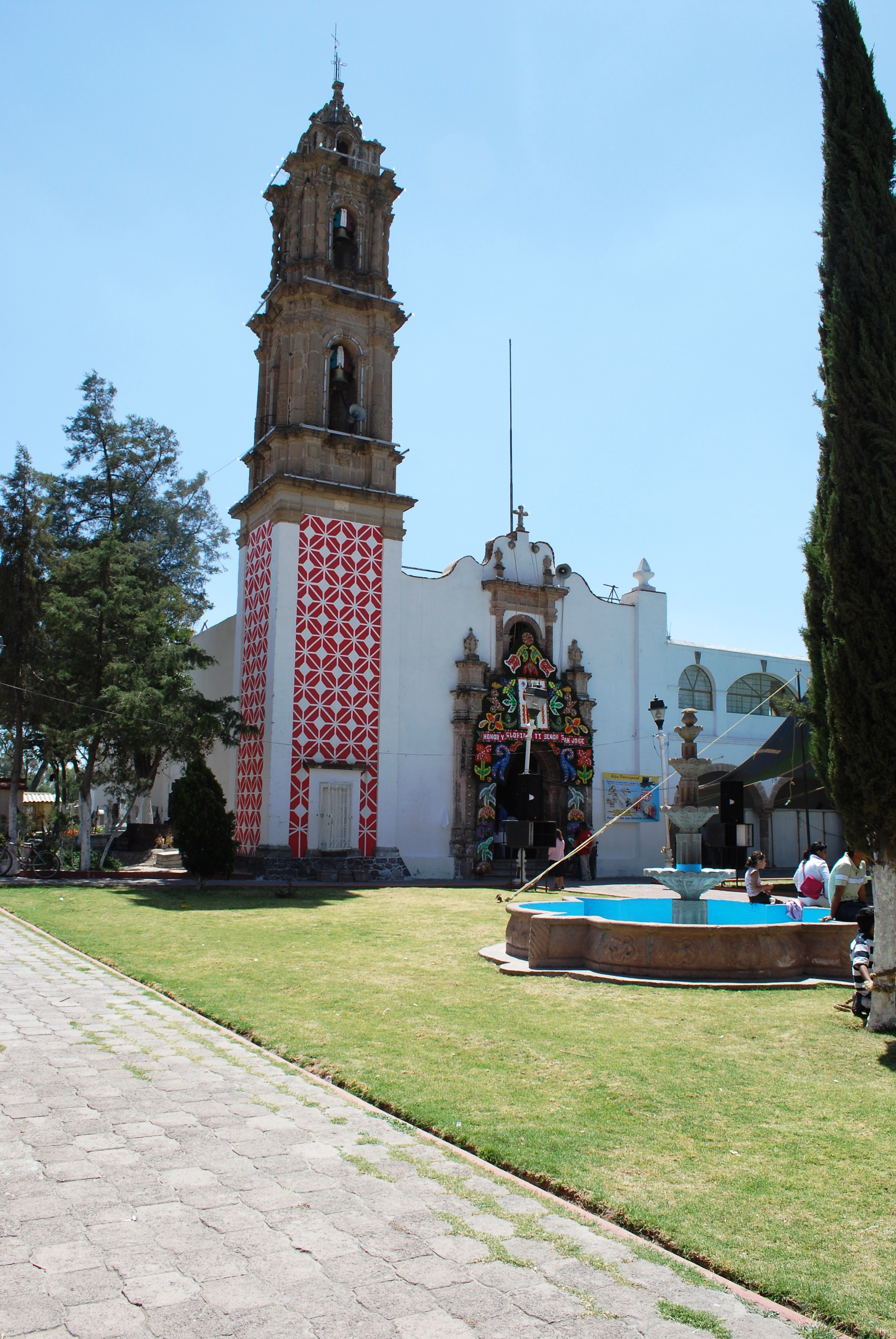
Kyrkan Nuestra Señora de la Purificacion i Teotihuacán de Arista.